# 纽卡斯尔 (华盛顿州)
纽卡斯尔（英文：Newcastle），是美国华盛顿州金县下属的一座城市。根据 2000年美国人口普查，该市有人口7,737人。根据2010年美国人口普查，该市有人口10,380人。而2011年估计该市有10,588人。